# گرهارد شولس
گرهارد شولس (آلمانی: Gerhard Schulz; ۱ ژوئن ۱۹۳۱ – ۲ اکتبر ۲۰۰۸) سوارکار اهل آلمان بود.